# 龚世萍
龚世萍（1945年6月—），广东番禺人，汉族，中华人民共和国政治人物、第十一届全国政协委员。
加入中国国民党革命委员会，担任十一届全国政协常务委员、民革中央常委、辽宁省委主委。2008年，当选第十一届全国政协常务委员，代表中国国民党革命委员会，分入第三组。